# Nguyễn Du, thành phố Hà Tĩnh
Nguyễn Du là một phường thuộc thành phố Hà Tĩnh, tỉnh Hà Tĩnh, Việt Nam.
Phường Nguyễn Du có diện tích 2,2 km², dân số năm 2007 là 4.615 người, mật độ dân số đạt 2.098 người/km².

## Lịch sử
Phường Nguyễn Du được thành lập theo Nghị định số 20/2007/NĐ-CP ngày 07/2/2007 của Thủ tướng Chính phủ trên cơ sở điều chỉnh địa giới hành chính và sáp nhập dân cư của các phường Bắc Hà, Trần Phú, Thạch Linh, Thạch Quý và xã Thạch Trung.

## Địa lý
Phường Nguyễn Du có tổng diện tích 220,33 ha đất tự nhiên. 
- Phía đông giáp phường Thạch Quý
- Phía Tây giáp các phường Thạch Linh, Trần Phú
- Phía Nam giáp phường Bắc Hà
- Phía Bắc giáp xã Thạch Trung.

## Dân cư
Dân số khoảng 5.300 người với 1.655 hộ, có 14 hộ, 48 người theo đạo Thiên chúa giáo.

## Hành chính
Phường Nguyễn Du được chia thành 9 khối phố, trong đó: 3 khối phố sản xuất nông nghiệp, 7/9 khối phố đạt danh hiệu văn hóa.